# Sympodium

Schema der sympodialen Verzweigung

Ein Sympodium ist ein Verzweigungsmodus der Gefäßpflanzen, bei dem das weitere Wachstum der Sprossachse nicht von der Hauptachse, sondern von subterminalen Seitenachsen fortgesetzt wird. Die Hauptachse wird dabei meist – aber nicht in allen Fällen – durch die Bildung eines endständigen Blütenstands oder einer Blüte aufgebraucht.
Das Gegenstück zum Sympodium stellt das Monopodium dar, bei dem der Haupttrieb weiterwächst. Die nachfolgenden symmetrischen Verzweigungen führen zu einem racemösen Blütenstand.

## Monochasium und Dichasium

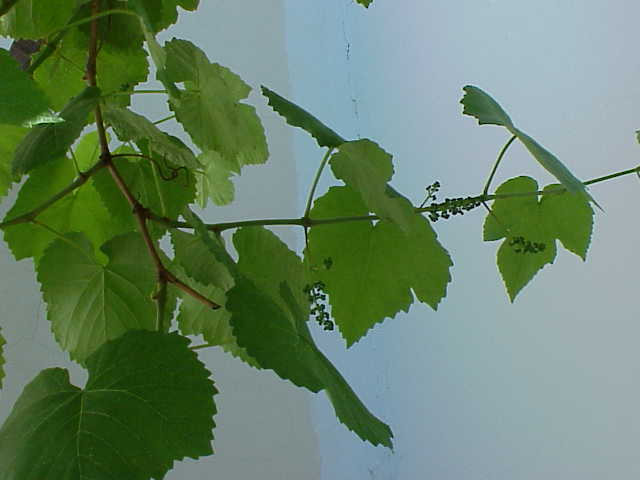
Weinrebe (Vitis vinifera):
Jeder Sprossabschnitt endet in einem Blütenstand. Das weitere Wachstum wird durch eine aus der Blattachsel entspringende Seitenachse fortgesetzt (Monochasium). Die blühende „Scheinachse“ setzt sich hier aus mindestens vier einander sukzessive ablösenden Seitenachsen zusammen.

Ein Monochasium liegt vor, wenn nur eine einzige Seitenachse das weitere Wachstum übernimmt. Diese richtet sich dabei fast immer in derselben Richtung aus wie die übergipfelte Hauptachse, erschöpft sich dann bald selbst und wird wiederum von einer weiteren Seitenachse übergipfelt. Ein solches Monochasium setzt sich also aus verschiedenen sukzessive miteinander verketteten Seitenachsen zusammen und ist auf den ersten Blick meist kaum von einem Spross mit durchlaufender Hauptachse unterscheidbar. Es entsteht dabei eine „Scheinachse“. Bei genauerem Hinsehen ist ein Monochasium an der Anordnung der Blätter zu erkennen. Da Seitenachsen immer aus der Achsel eines Blattes entspringen, stehen bei einem Monochasium die Blätter an der „Scheinachse“ (scheinbar) den Blütenständen gegenüber. Bei durchgehender Hauptachse wären dagegen die Blütenstände in den Achseln der Blätter zu finden. Ein bekannter Vertreter dieser Verzweigungsform ist die Weinrebe.
Wenn das weitere Wachstum der Mutterachse von zwei etwa gleich kräftigen Seitenachsen übernommen wird, spricht man von einem Dichasium.

## Sympodiale Verzweigungen in Blütenständen

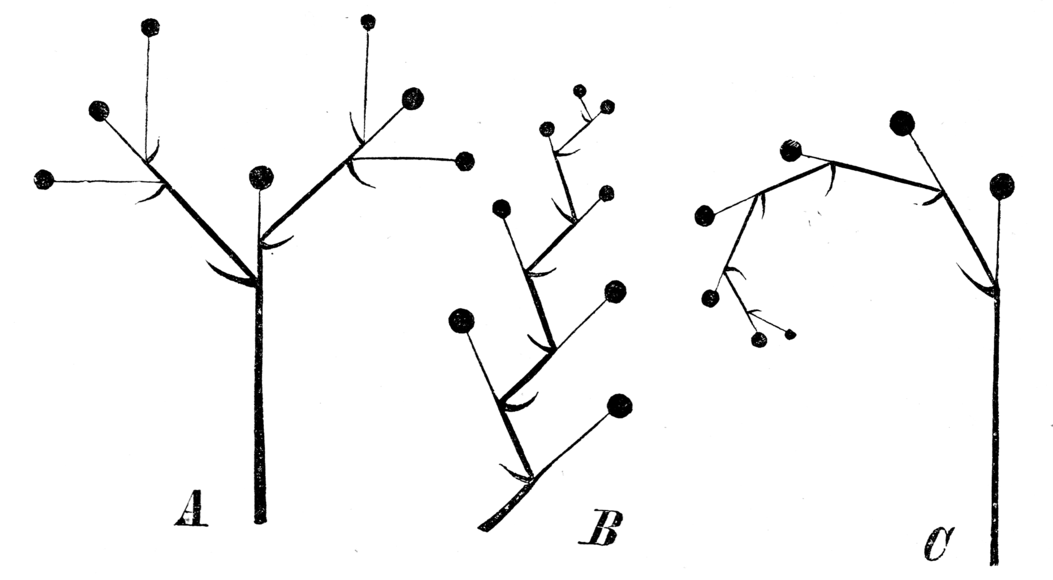
A Dichasium, B Wickel, C Schraubel
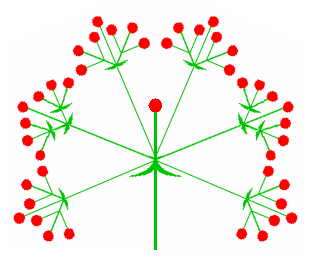
Pleiochasium

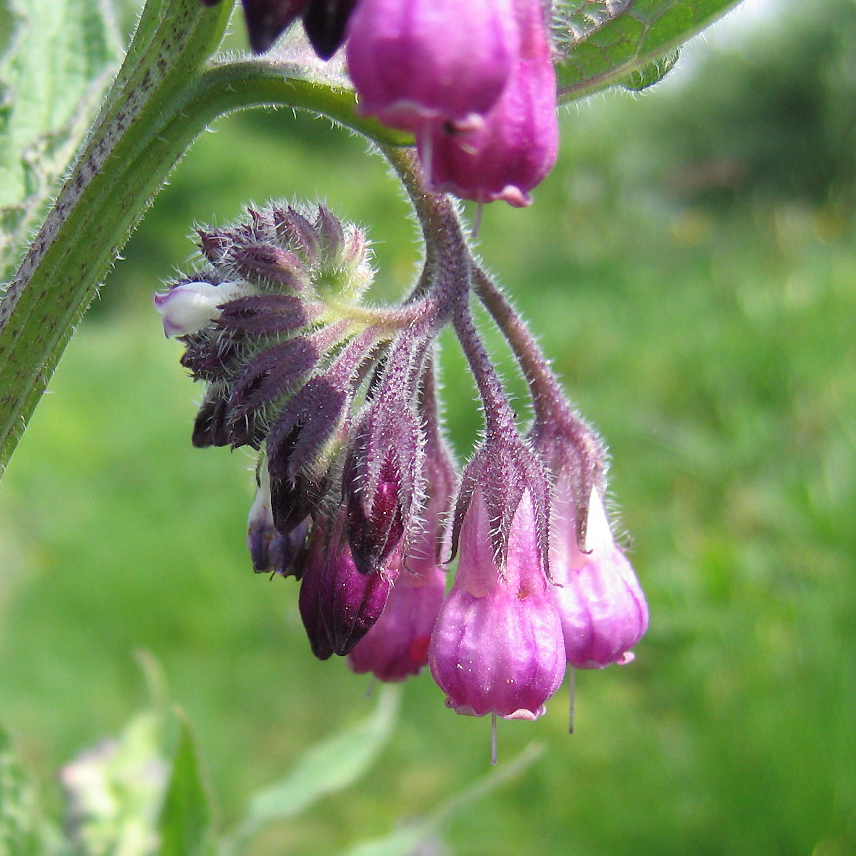
Der Blütenstand des Echten Beinwells ist wie der vieler Raublattgewächse ein Doppelwickel.

Tritt dieser Verzweigungsmodus in einem Blütenstand auf und endet die jeweilige Hauptachse mit einer Blüte, so spricht man von einer Zyme oder einem zymösen Blütenstand. Beim Monochasium unterscheidet man zwei Fälle: Wenn alle Seitenachsen zu einer Seite weggehen, spricht man von einem Schraubel, da die scheinbare Hauptachse dann oft schraubig eingerollt zu sein scheint. Wenn die Seitenachsen abwechselnd nach links und rechts weggehen, spricht man von einem Wickel.
Abgesehen vom Monochasium und vom Dichasium kann hier auch noch der Fall eines Pleiochasiums auftreten, bei dem sich unter der abschließenden Blüte der Hauptachse mehrere Seitenäste bilden. In diesem Fall ist die Anzahl der Seitenäste im oberen Teil des Blütenstandes oft reduziert, so dass das Pleiochasium in ein Dichasium übergeht.
Allerdings wird die Nomenklatur der zymösen Blütenstände recht unterschiedlich gehandhabt. Diese Darstellung folgt Botanik online bzw. Schmeil und Fitschen. Nach Rothmaler bezeichnet Wickel beispielsweise ein Monochasium, bei dem die Seitentriebe alle auf derselben Seite liegen und an jedem Knoten zwei Blüten sitzen, so dass eine eingerollte Doppelreihe Blüten entsteht.
Je nach Autor werden weitere zymöse Blütenstände unterschieden, beispielsweise Doppelwickel, Büschel oder Knäuel (lateinisch: Glomerulus).